# Rivière à l'Ours (rivière des Aulnaies)
Pour les articles homonymes, voir Ours (homonymie) et Rivière à l'Ours.
La rivière à l'Ours est un affluent de la rivière des Aulnaies, coulant sur la rive Nord-Ouest du fleuve Saint-Laurent, successivement dans les municipalités de Bégin et Saint-Ambroise, dans la municipalité régionale de comté du Fjord-du-Saguenay, dans la région administrative de Saguenay–Lac-Saint-Jean, dans la Province de Québec, au Canada.
Le bassin versant de la rivière à l'Ours est desservi par la rue Simard (au village de Saint-Ambroise), le chemin du rang des Chutes, le chemin du 9e rang et le chemin de la Bleuetière. Des routes forestières secondaires desservent la partie supérieure de ce versant,.
La foresterie et l'agriculture constituent les principales activités économiques du bassin versant.
La surface de la rivière à l'Ours est habituellement gelée de la fin novembre au début avril, toutefois la circulation sécuritaire sur la glace se fait généralement de la mi-décembre à la fin mars.

## Géographie
Les principaux bassins versants voisins de la rivière à l'Ours sont :
- Côté nord : Lac à l'Ours, lac La Mothe, lac Tchitogama, rivière Shipshaw, le Petit Bras, ruisseau à Néron, rivière Blanche (via le lac Tchitogama) ;
- Côté est : Rivière Shipshaw, lac Grenon, rivière aux Vases, rivière Caribou, rivière Valin ;
- Côté sud : Rivière Saguenay, rivière des Aulnaies ;
- Côté ouest : Rivière aux Sables, rivière Péribonka, rivière Mistouk, rivière aux Harts, rivière à la Pipe, lac Saint-Jean.

La rivière à l'Ours prend sa source du lac à l'Ours (altitude : 191 m) dans la municipalité de Bégin.
À partir du lac de tête, la rivière à l'Ours coule sur environ 29 km, en zone forestière, agricole et de village, vers le sud-ouest jusqu'à sa confluence avec la rivière aux Aulnaies.

## Toponymie
Dans son rapport sur le canton de Bégin de 1895, l'arpenteur-géomètre Jean Maltais, mentionne « la rivière à l'Ours ».
Le toponyme de « rivière à l'Ours » a été officialisé le 8 avril 1975 à la Banque des noms de lieux de la Commission de toponymie du Québec.